# ワールドプランニング
株式会社ワールドプランニング（WORLD PLANNING,Inc.）は、1980年創業の高齢者医療・看護・介護・社会福祉系を専門とした出版社であり、また同分野の各種学会の事務センターを代行している学会請け編プロでもある。また、認知症分野の資格である認知症ケア専門士の試験の実務を担当している。会社は、東京都新宿区神楽坂4-1-1 オザワビル2Ｆにある。

## 概要
- 高齢者医療・介護・社会福祉・老年学等の専門出版社である。
- 高齢者医療・介護・社会福祉・老年学等の学会事務センターの代行業を行っている。
- 高齢者のこころと身体に関する情報も提供している。
- 老人医療関連学会の機関誌の編集、発行を行っている。

## 引き請け機関誌および学会事務センター
- 老年精神医学雑誌（月刊）日本老年精神医学会
- 老年社会科学（年4号）日本老年社会科学会
- 日本認知症ケア学会誌（年4号）日本認知症ケア学会
- 認知症ケア事例ジャーナル（年4号）日本認知症ケア学会
- 精神医学史研究（年2号）精神医学史学会
- こころと文化（年2号）多文化間精神医学会
- 日本在宅ケア学会誌（年2号）日本在宅ケア学会
- 老年看護学（年2号）日本老年看護学会
- 高齢者虐待防止研究（年1号）日本高齢者虐待防止学会
- 社会政策（年3号）社会政策学会
- 社会福祉学（年4号）日本社会福祉学会
- 介護福祉学（年2号）日本介護福祉学会
- ケアマネジメント学（年1号）日本ケアマネジメント学会
- 女性科学研究者の環境改善に関する懇談会

## 関連会社
- 童夢出版株式会社